# 七一水库 (襄汾)
七一水库是中国山西省临汾市襄汾县境内的一座水库，位于汾河支流上，建于1962年。水库正常库容为5007万立方米，集雨面积为140平方千米，海拔为462米。